# インネクスト
株式会社インネクスト（英: Innext Co., Ltd.）は、かつて中・小型液晶ディスプレイ検査装置を手掛けていた液晶関連メーカー。

## 沿革
- 2003年（平成15年）10月 - 精密計測機器、検査機器の販売及び輸出入を目的として、東京都杉並区において株式会社フォトニクスソリューション設立。
- 2004年（平成16年）12月 - 独シュトイテ社製品の輸入・販売権を譲受、スイッチの輸入・販売開始。
- 2005年（平成17年）
  - 2月 - 株式会社WAVEと合併。
  - 3月 - 英エルコメータ社の計測器・試験機の輸入販売を開始。
  - 10月 - 東京都大田区に本店移転。独シュメアザールグループの安全対策デバイスの輸入販売を開始。
  - 11月14日 - 日本証券業協会のグリーンシート銘柄指定。
- 2006年（平成18年）11月 - 商号を株式会社インネクストに変更。
- 2007年（平成19年）
  - 1月16日 - 上場決定のためグリーンシート銘柄の指定取消[1]。
  - 2月14日 - 札幌証券取引所アンビシャス市場に株式を上場[2]。
- 2011年（平成23年）
  - 9月9日 - 東京地裁へ自己破産を申請[3]。
  - 9月12日 - 東京地裁から破産手続開始決定を受ける[4]。
  - 9月28日 - 上場廃止[5][6]。